# Pollenia ponti
Pollenia ponti este o specie de muște din genul Pollenia, familia Calliphoridae, descrisă de Knut Rognes în anul 1991.
Este endemică în Spania. Conform Catalogue of Life specia Pollenia ponti nu are subspecii cunoscute.